# Legacy of Lies
Legacy of Lies (im ZDF auch Lügen sterben nie) ist ein Actionfilm aus dem Jahre 2020, welcher von Adrian Bol geschrieben und gedreht wurde, mit Scott Adkins in der Hauptrolle.

## Handlung
Vor zehn Jahren, kündigte der ehemalige Agent des MI6, Martin Baxter, seinen Job, nachdem bei einer fehlgeschlagenen Operation seine Frau ermordet wurde. Nach Anfrage der Journalistin Sasha bezüglich eines alten Falls gerät Baxter in die Fadenkreuze des MI5 und des KGB. Da seine Tochter vom KGB als Geisel festgehalten wird, muss Martin innerhalb von 24 Stunden die Geheimakten abgeben, wodurch er nicht nur sein Leben, sondern auch das Leben von Sasha aufs Spiel setzt.

## Besetzung
| Schauspieler     | Rolle                    |
| ---------------- | ------------------------ |
| Scott Adkins     | Martin Baxter            |
| Anna Butkevich   | Tatyana                  |
| Honor Kneafsey   | Lisa Baxter              |
| Matt Mitler      | Mark Ramley              |
| Marco Robinson   | Burns                    |
| Yuliia Sobol     | Sasha Stepanenko         |
| Andrea Vasiliou  | Suzanne                  |
| Martin McDougall | Trevor                   |
| Jeffrey Welch    | amerikanischer Präsident |

## Veröffentlichung
Der Film wurde in den USA am 29. Juli 2020 im Internet veröffentlicht, zeitgleich erschien eine DVD. 